# День независимости Украины
День независимости Украины (укр. День Незалежності України) — государственный праздник Украины, отмечаемый ежегодно 24 августа в честь принятия Верховным советом УССР постановления и Акта провозглашения независимости Украины, что принято считать датой образования государства Украина в современном виде.

## История
Впервые День независимости Украины был отмечен 16 июля 1991 года — в память о том, что годом ранее — 16 июля 1990 года — Верховный совет УССР принял Декларацию о государственном суверенитете Украины. Также 16 июля 1990 года Верховный совет УССР принял постановление «О Дне провозглашения независимости Украины» (укр. Про День проголошення незалежності України). В нём указано:

Учитывая волю украинского народа и его извечное стремление к независимости,
подтверждая историческую значимость принятия Декларации о государственном суверенитете Украины 16 июля 1990 года,
Верховный Совет Украинской Советской Социалистической Республики постановляет:
Считать день 16 июля Днём провозглашения независимости Украины и ежегодно отмечать его как государственный общенародный праздник Украины.
Оригинальный текст (укр.)Зважаючи на волю українського народу та його одвічне прагнення до незалежності,
підтверджуючи історичну вагомість прийняття Декларації про державний суверенітет України 16 липня 1990 року,
Верховна Рада Української Радянської Соціалістичної Республіки постановляє:

Вважати день 16 липня Днем проголошення незалежності України і щорічно відзначати його як державне загальнонародне свято України.
Впоследствии, 18 июня 1991 года, были внесены соответствующие изменения в статью 73 Кодекса законов о труде Украинской ССР, вследствие чего в перечне праздничных дней появилась запись: «16 июля — День независимости Украины» (укр. 16 липня — День незалежності України).
Поскольку 24 августа 1991 года Верховный совет УССР принял постановление о провозглашении независимости Украины, вступившее в силу сразу после принятия, а также Акт провозглашения независимости Украины, который 1 декабря 1991 года подтвердил народ на всеукраинском референдуме, возникла необходимость изменить дату празднования Дня независимости Украины. Поэтому 20 февраля 1992 года Верховная рада Украины приняла постановление «О Дне независимости Украины» (укр. Про День незалежності України). В нём указано:

Учитывая волю украинского народа и его извечное стремление к независимости,
подтверждая историческую значимость принятия Акта провозглашения независимости Украины 24 августа 1991 года,
Верховная Рада Украины постановляет:
1. Считать день 24 августа Днём независимости Украины и ежегодно отмечать его как государственный общенародный праздник Украины.
2. Постановление Верховной Рады Украинской ССР «О Дне провозглашения независимости Украины» от 16 июля 1990 считать утратившим силу.
Оригинальный текст (укр.)Зважаючи на волю українського народу та його одвічне прагнення до незалежності,
підтверджуючи історичну вагомість прийняття Акта проголошення незалежності України 24 серпня 1991 року,
Верховна Рада України постановляє:
1. Вважати день 24 серпня Днем незалежності України і щорічно відзначати його як державне загальнонародне свято України.

2. Постанову Верховної Ради Української РСР «Про День проголошення незалежності України» від 16 липня 1990 року вважати такою, що втратила чинність.

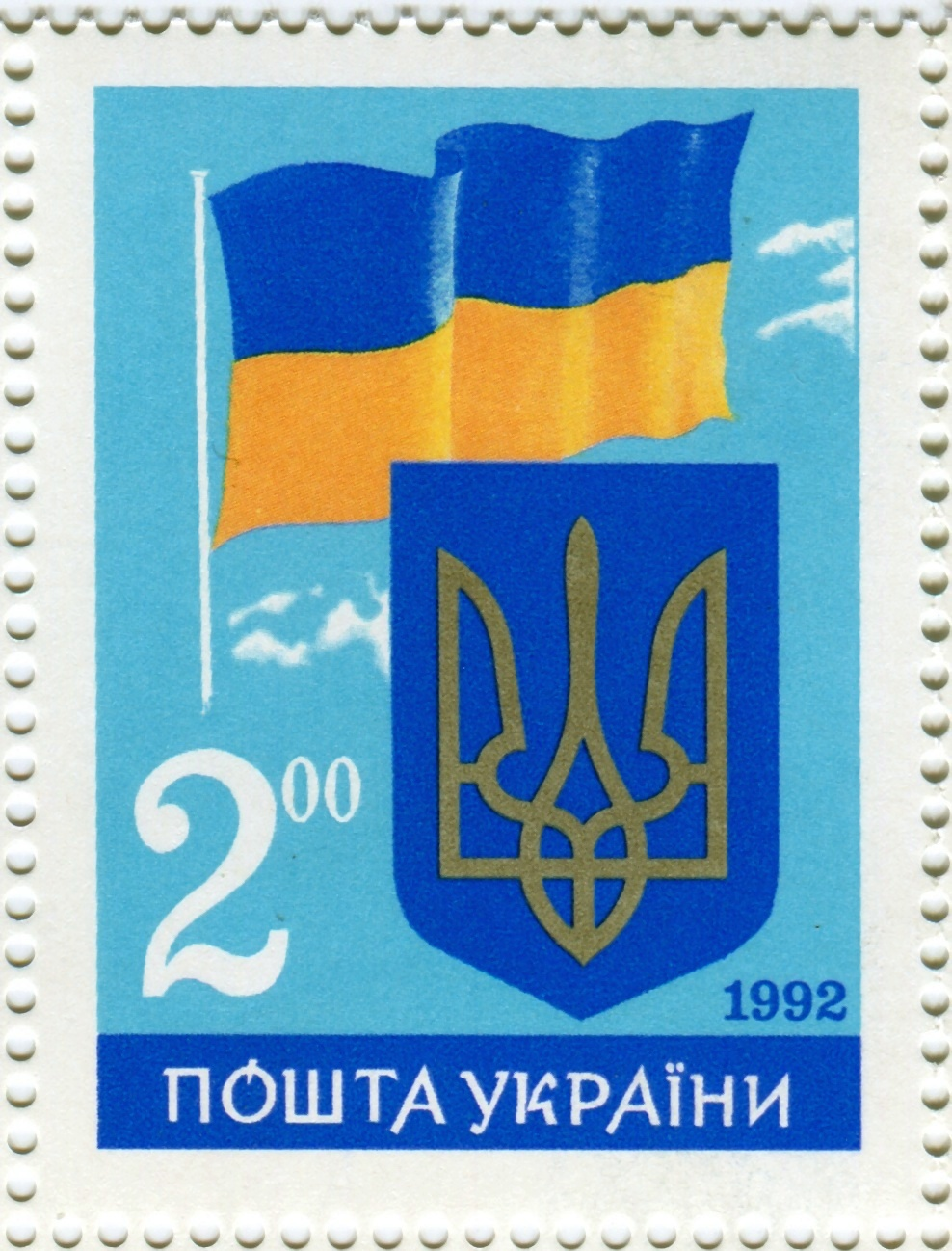
Почтовая марка, посвящённая «Первой годовщине независимости Украины»

Согласно этому, 5 июня 1992 года Верховная Рада Украины постановила: в части первой статьи 73 Кодекса законов о труде Украины слова «16 июля — День независимости Украины» (укр. 16 липня — День незалежності України) заменить словами «24 августа — День независимости Украины» (укр. 24 серпня — День незалежності України). Поэтому с 1992 года День независимости Украины ежегодно отмечается 24 августа.

## Традиции
С 2004 года 23 августа отмечается как День государственного флага.
Обычно (не каждый год) День независимости отмечается военным парадом, проводимым в столице Украины — городе Киев. В 2021 году состоялся военный парад по случаю 30-летия Независимости Украины. С момента вторжения России на Украину в 2022 году ни один военный парад не проводился. Однако по случаю Дня независимости в 2022 и 2023 году в центре Киева экспанировались уничтоженные российские танки и другая военная техника.

## Галерея

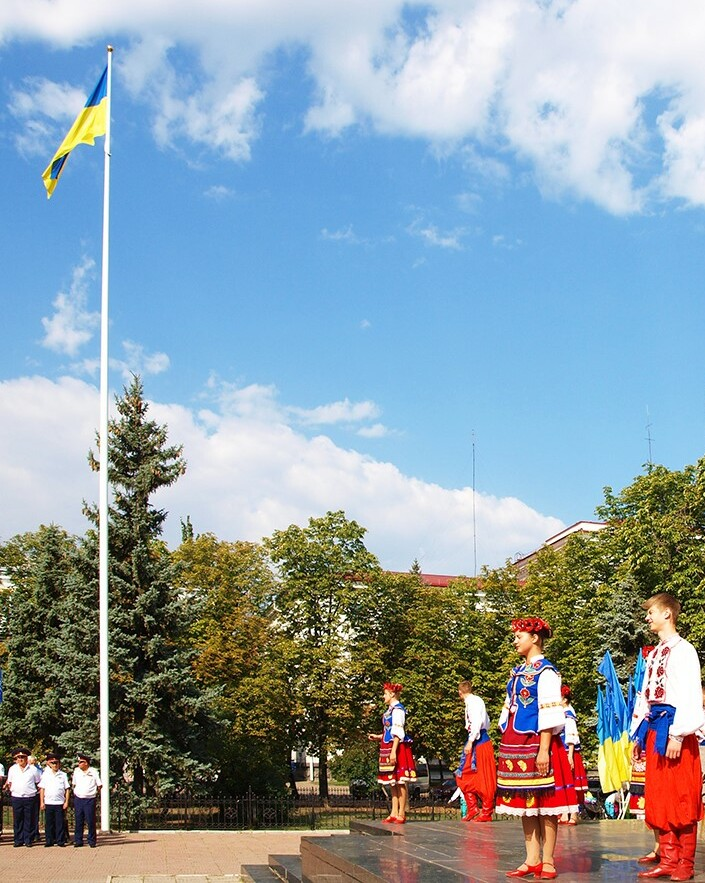
День независимости Украины в Луганске, 2013 год
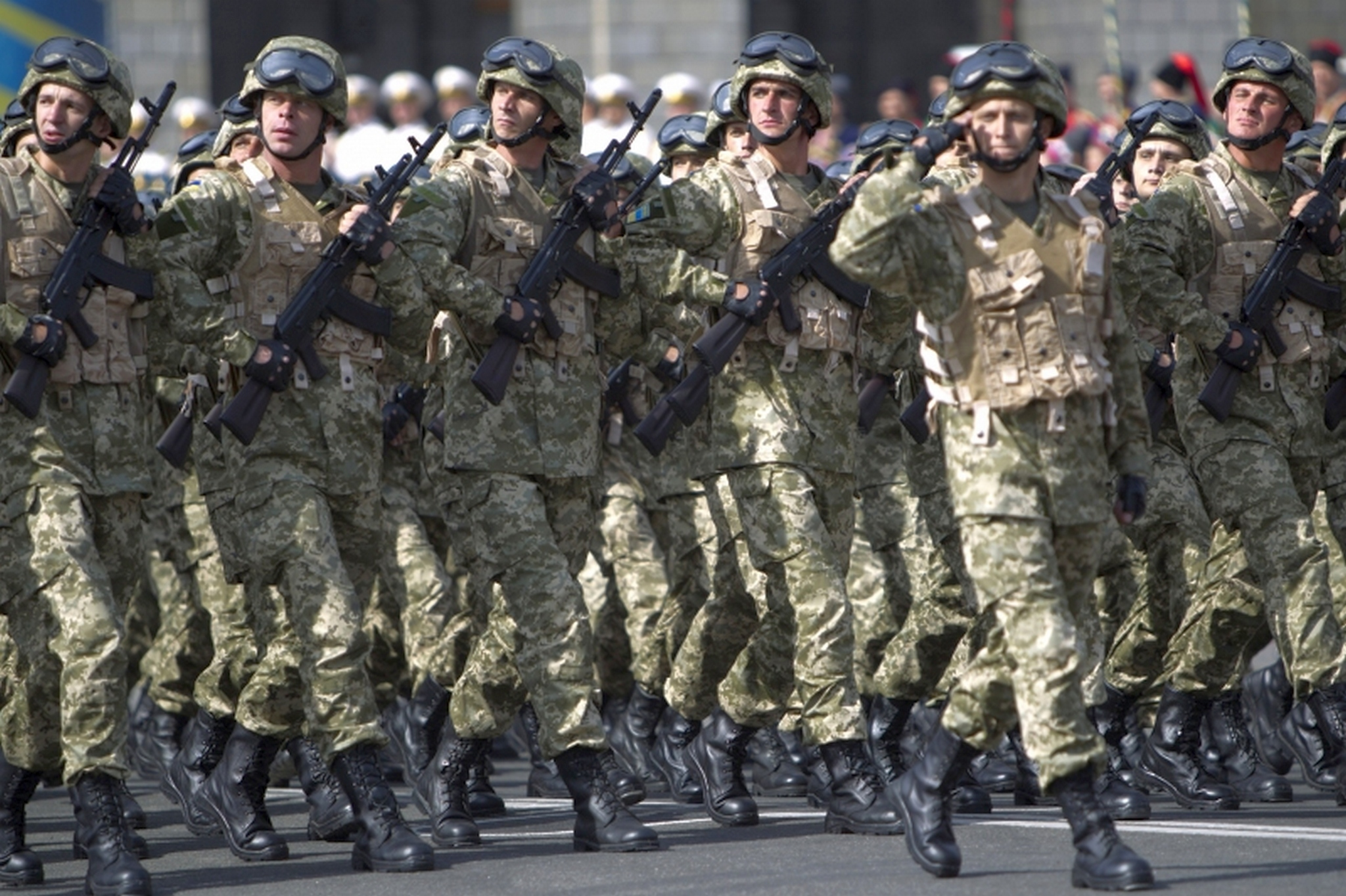
Парад независимости в 2014 году
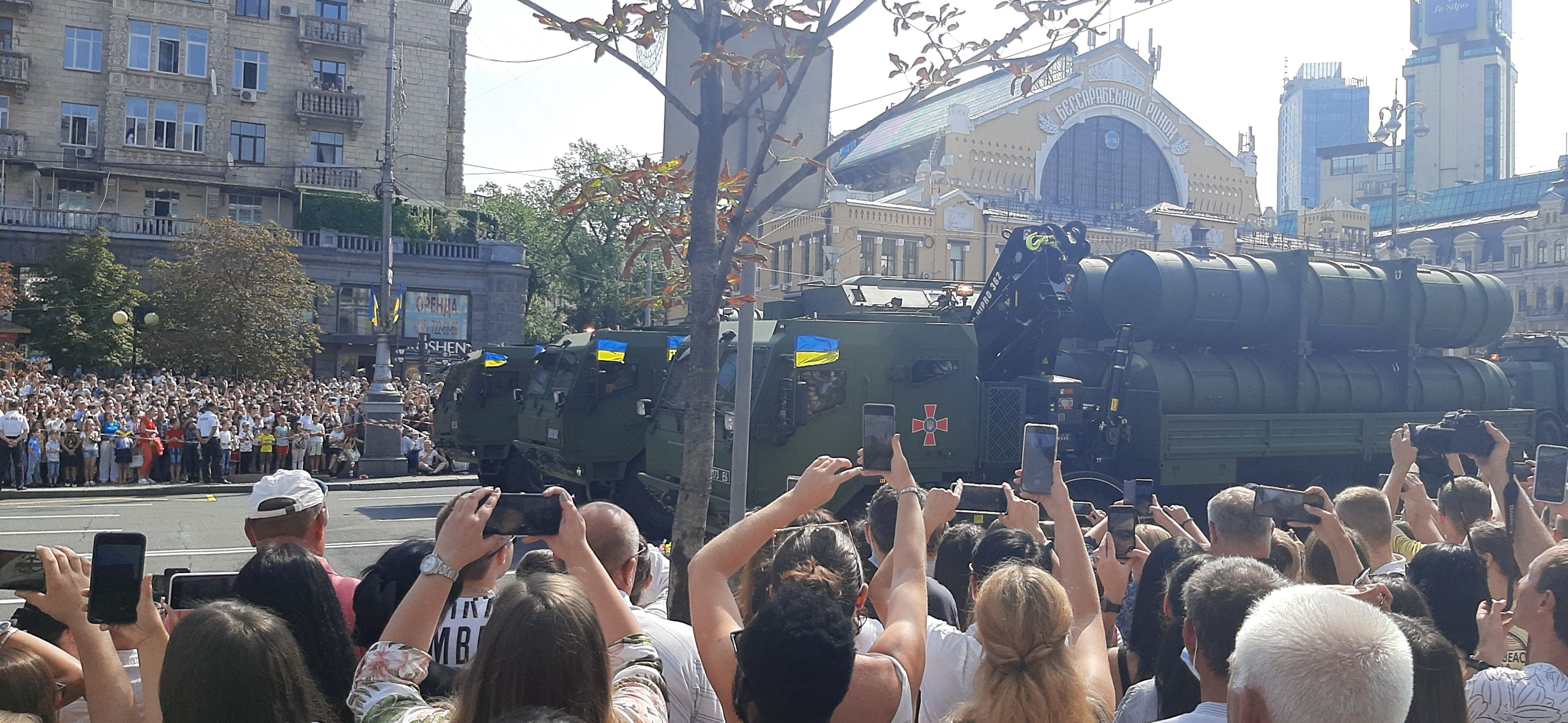
Парад независимости в 2021 году
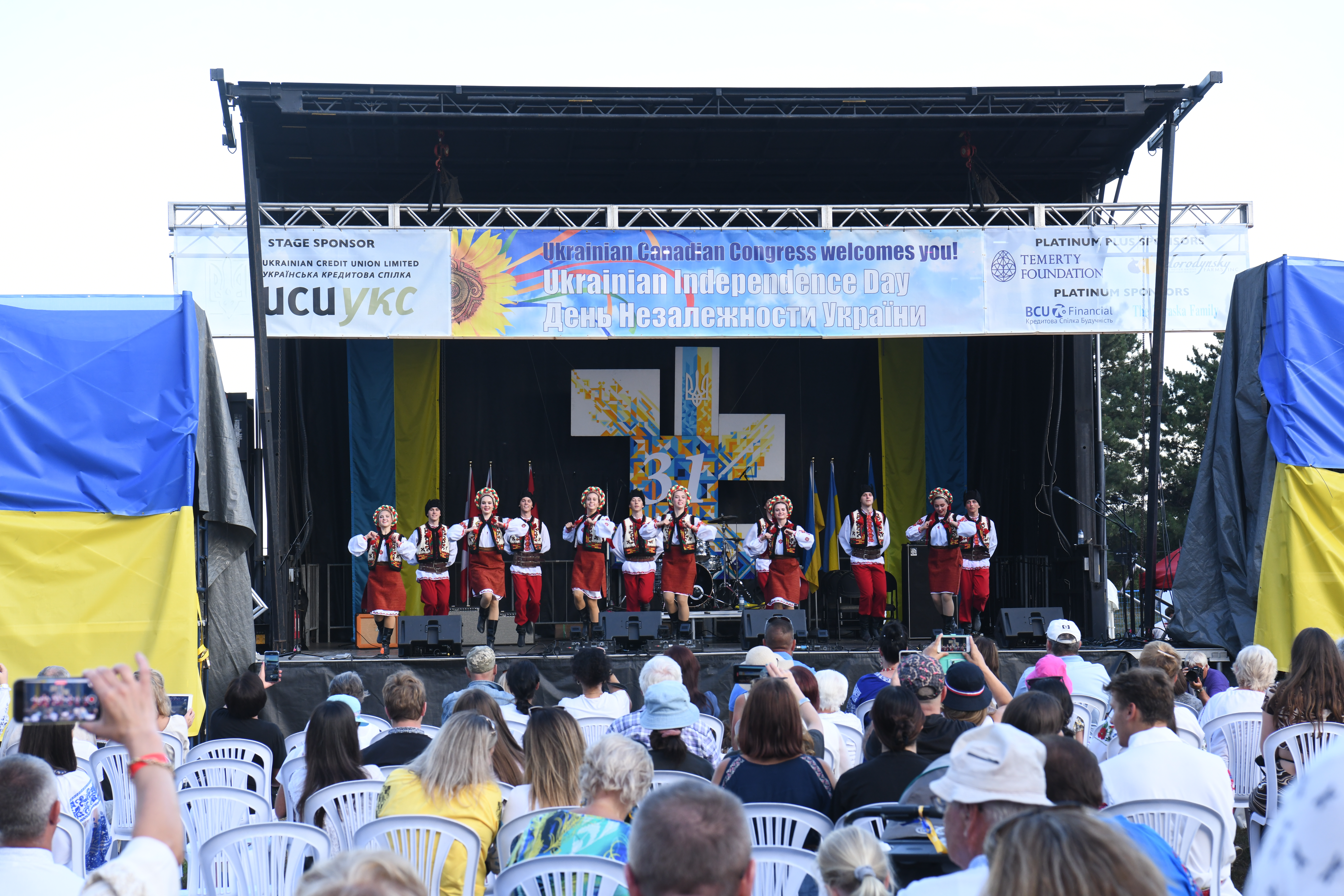
День независимости Украины в Торонто, 2022 год
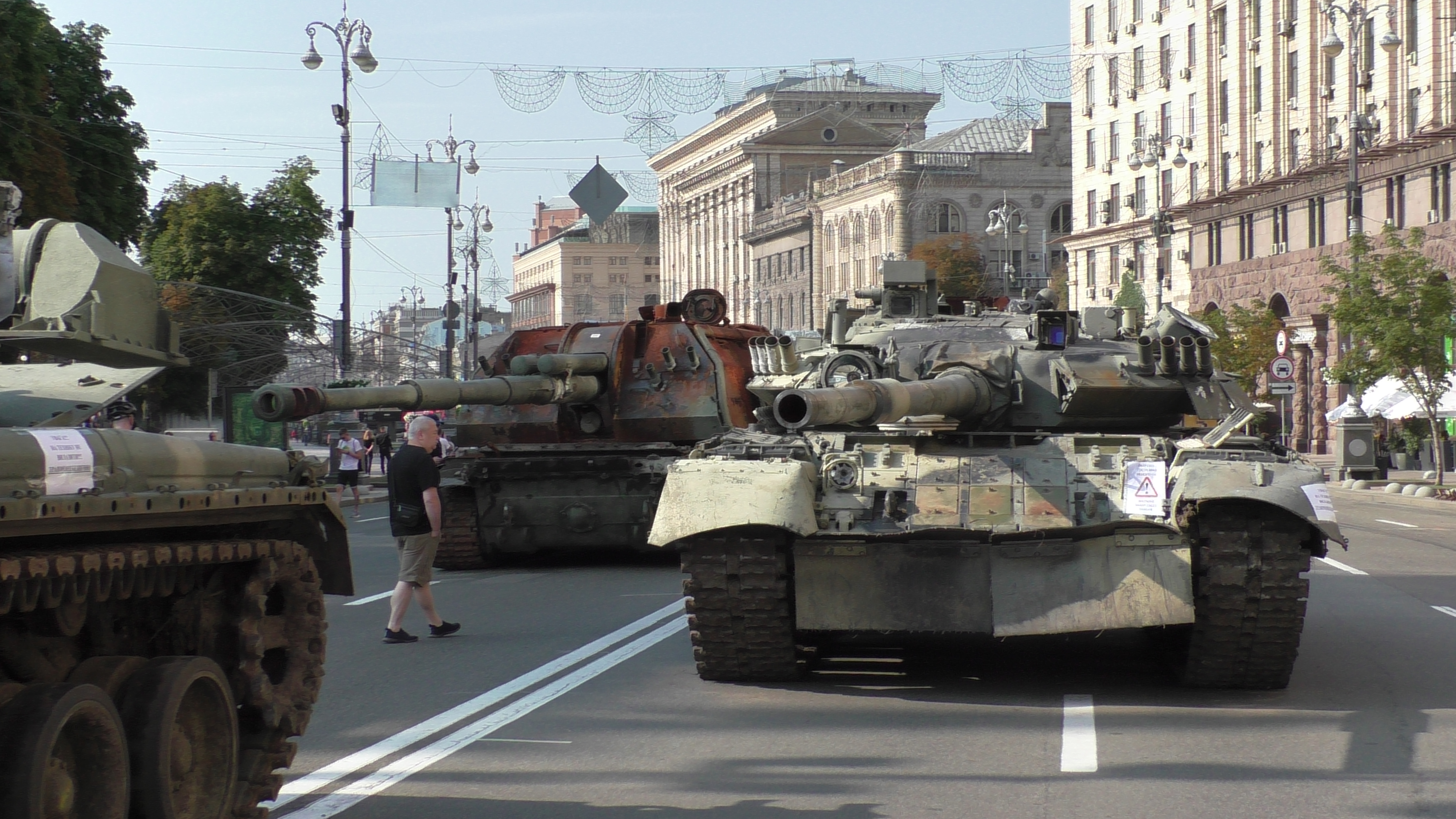
Выставка трофейной бронетехники в Киеве на День независимости Украины, 2022
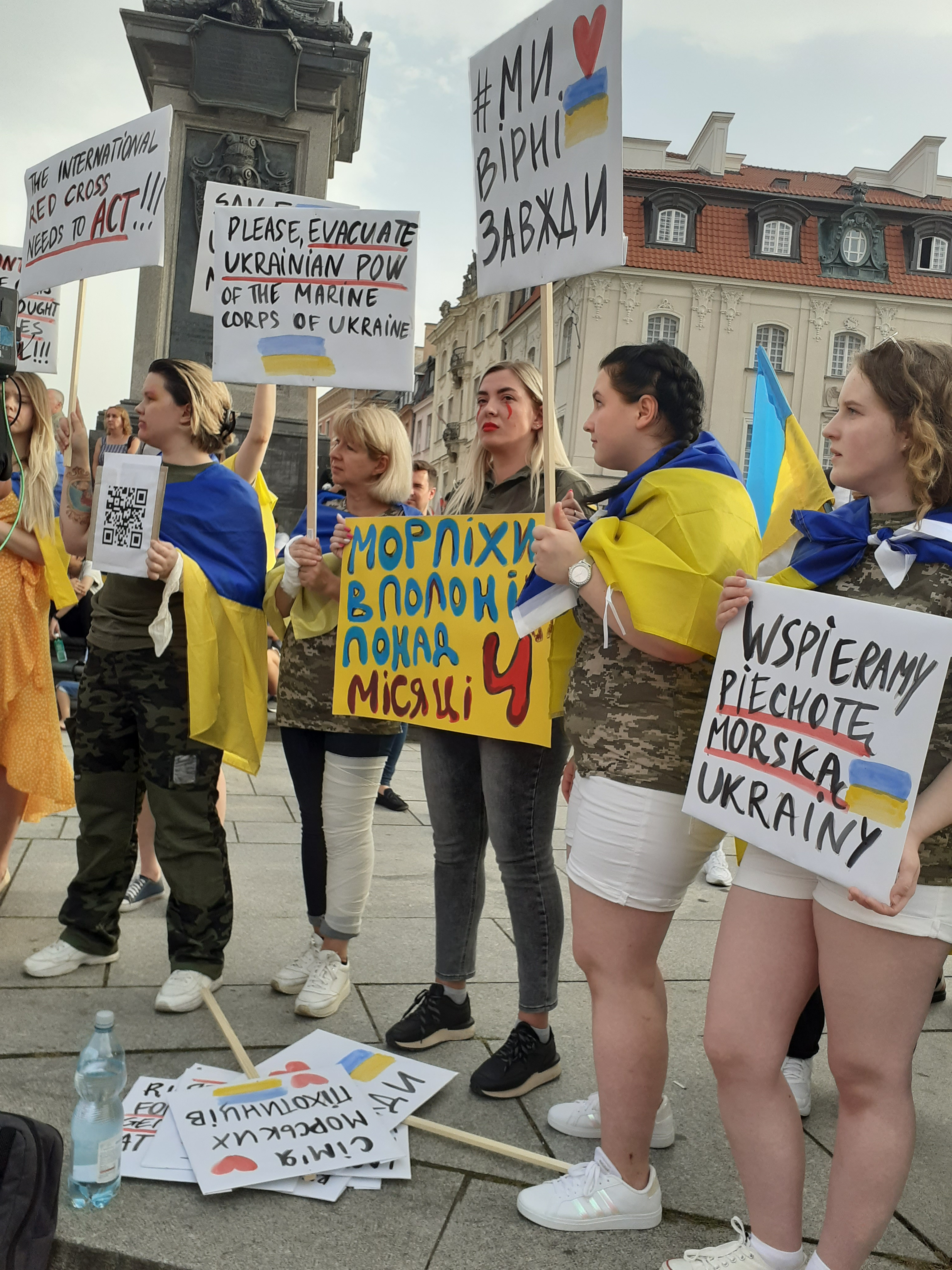
Украинки в Варшаве на День независимости Украины, 2022
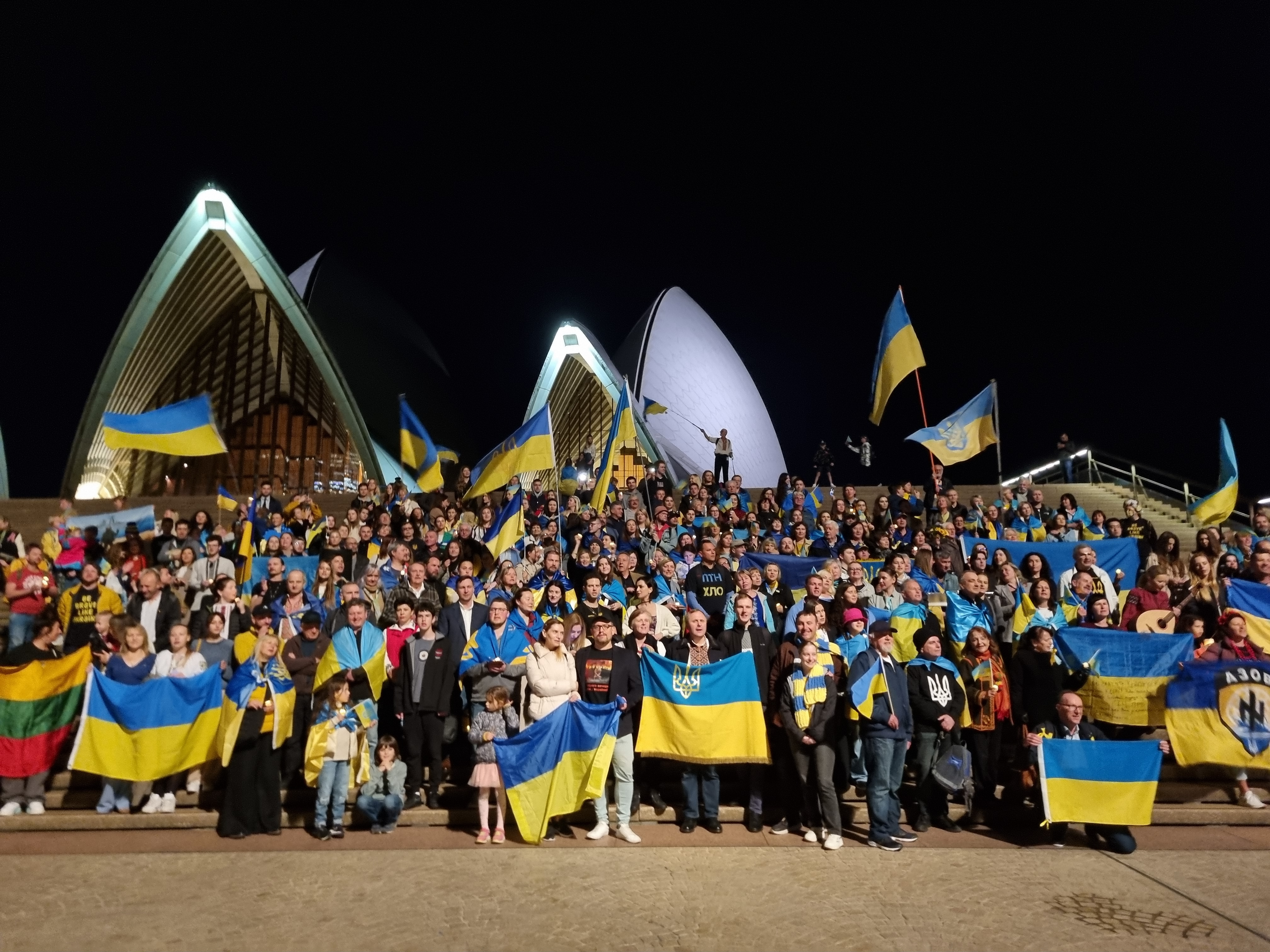
День независимости Украины в Сиднее, 2023